# Solec (gmina w guberni radomskiej)
Solec (od 1870 Dziurków) – dawna gmina wiejska istniejąca do 1870 roku w guberni radomskiej. Siedzibą władz gminy było miasto Solec, które stanowiło odrębną gminę miejską.
Za Królestwa Polskiego gmina Solec należała do powiatu iłżeckiego w guberni radomskiej. 13 stycznia 1870 gmina została zniesiona w związku z przemianowaniem jednostki na gminę Dziurków. Przyczyną tego manewru była utrata praw miejskich przez miasto Solec i przekształceniu jego w wiejską gminę Solec w granicach dotychczasowego miasta. Aby uniknąć dwóch jednostek wiejskich o tej samej nazwie, dotychczasową gminę Solec przemianowano na gminę Dziurków, zachowując jednak siedzibę w Solcu – odtąd siedzibie dwóch gmin.
Uwaga! Współczesna gmina Solec nad Wisłą obejmuje obszary zarówno dawnej gminy Solec jak i gminy Dziurków.